# Johan Jöransson (Rosenhane)
Johan Jöransson (Rosenhane), född 1571, död 28 januari 1624, var ståthållare på Nyköpings slott och län och ägare till godsen Torp och Haneberg i Södermanland. Genom sitt äktenskap kom han dessutom i besittning av Slädhammar, nuvarande Stenhammar, i Flens kommun och Nynäs gård i Visnums-Kils socken i Värmland.

## Biografi
Johan Jöransson genomförde utrikes resor 1588–1596 och studerade vid universiteten i Helmstedt, Rostock, Leipzig, Wittenberg och Strassburg. Han anställdes efter hemkomsten i hertig Karls (Karl IX) kansli och skulle där ha uppsikten över riksarkivet. År 1600 benämndes han råd och sekreterare för att två år senare benämnas rikssekreterare och kansler.
Han var en av Sveriges kommissarier till underhandlingarna med Danmark i Ulvsbäck 1602 och blev häradshövding i Oppunda och Jönåkers härader samma år.
År 1612 blev han ståthållare på Nyköpings slott och län, en befattning som hans far, Jöran Johansson, hade innehaft 1574–1576. Han tillhörde även änkedrottning Kristinas och hertig Karl Filips (Gustav II Adolfs bror) furstliga råd.

## Familj
Johan Jöransson gifte sig första gången någon gång före mars 1600 med Maria Jöransdotter (Stengafvel?). Han gifte sig andra gången den 9 mars 1606 på Slädhammar med Carin Scheringsdotter Arp (död 1654), dotter till rikskammarrådet Schering Eriksson Arp och hans hustru Anna Olofsdotter Stengafvel. I sitt andra äktenskap fick han barnen lagmannen Schering Rosenhane (1609–1663), Catharina Rosenhane (1610–1668) som var gift med överstelöjtnanten Jakob Silfverpatron och ryttmästaren Sivard Kruse af Elghammar, riksrådet Johan Rosenhane (1611–1661), Märta Rosenhane (1614–1701) som var gift med majoren Tuve Hökeflycht och presidenten Gustaf Rosenhane (1619–1684).